# Argelia en los Juegos Mundiales de Breslavia 2017
Argelia fue uno de los países que participó en los Juegos Mundiales de 2017 celebrados en Breslavia, Polonia
La delegación de Argelia estuvo compuesta de un total de seis deportistas, cuatro mujeres y dos hombres, que compitieron en tres disciplinas y ganaron una medalla.

## Bochas
| Femenil       |                             |    |   |           |           |           |           |
| Samia Touloum | Pelota Leonesa de precisión | 16 | 5 | eliminada | eliminada | eliminada | eliminada |

## Karate
| Masculino               |             |                        |     |                        |     |                           |              |                  |           |                           |            |           |
| Abdelatif Benkhaled     | Kumite 67kg | # Tsuneari Yahiro      | 1:0 | # Yves Martial Tadissi | 1:0 | # Jordan Thomas           | 0:6          | # Steven Dacosta | 0:8       | # Deivis Ferreras         | 0:8        | 4         |
| Femenino                |             |                        |     |                        |     |                           |              |                  |           |                           |            |           |
| Manel Kamilia Hadj Said | Kata        | # Sandra Sánchez Jaime | 0:5 | # Sarah Sayed          | 1:4 | # Kiyou Shimizu           | 0:5          | eliminada        | eliminada | eliminada                 | eliminada  | eliminada |
| Lydia Besbes            | Kumite 50kg | # Maria Alexiadis      | 1:0 | # Miho Miyahara        | 0:2 | # Magdalena Nowakowska    | 0:5          | eliminada        | eliminada | eliminada                 | eliminada  | eliminada |
| Lamya Matoub            | Kumite 68kg | # Amy Thomason         | 3:0 | # Kamila Warda         | 3:0 | # Alisa Theresa Buchinger | Sin ganadora | # Kayo Someya    | 2:1       | # Alisa Theresa Buchinger | 0:0 Hantei | 1         |

## Levantamiento de potencia
| Varonil         |            |       |       |       |       |        |    |
| Rabah El Fekair | Peso Medio | 320,0 | 145,0 | 285,0 | 750,0 | 532,27 | 10 |

- Datos: Q35016057